# Списак ликова серије Војна академија
Војна академија је српска телевизијска серија из 2012. године премијерно емитована на националном каналу РТС.

## Преглед
| Лик                          | Глумац              | Опис                                                                               | Сезоне   | Сезоне   | Сезоне   | Сезоне   | Сезоне |
| Лик                          | Глумац              | Опис                                                                               | 1        | 2        | 3        | 4        | 5      |
| ---------------------------- | ------------------- | ---------------------------------------------------------------------------------- | -------- | -------- | -------- | -------- | ------ |
| Радисав Рисовић "Рис"        | Радован Вујовић     | Кадет (сезоне 1−2) Поручник (3. сезона)                                            | Главни   | Главни   | Главни   |          |        |
| Данијел Стошић "Столе"       | Бојан Перић         | Кадет (сезоне 1−2) Поручник (сезоне 3−4) Капетан (сезона 5)                        | Главни   | Главни   | Главни   | Главни   | Главни |
| Милица Зимоњић "Зимче"       | Тијана Печенчић     | Кадеткиња (сезоне 1−2) Поручница (сезоне 3−4) Капетан (сезона 5)                   | Главни   | Главни   | Главни   | Главни   | Главни |
| Инес Шашвари "Шаша"          | Драгана Дабовић     | Кадеткиња (сезоне 1−2) Поручница (сезоне 3)                                        | Главни   | Главни   | Главни   | Главни   | Главни |
| Мирко Клисура                | Иван Михаиловић     | Кадет (сезоне 1−2) Поручник (сезоне 3−4) Капетан (сезона 5)                        | Главни   | Главни   | Главни   | Главни   | Главни |
| Живојин Џаковић "Џале"       | Бранко Јанковић     | Кадет (сезоне 1−2) Поручник (сезоне 3−4) Капетан (сезона 5)                        | Главни   | Главни   | Главни   | Главни   | Главни |
| Весна Роксандић "Рокса"      | Јелисавета Орашанин | Кадеткиња (сезоне 1−2) Поручница (3. сезона) Капетан (сезона 5)                    | Главни   | Главни   | Главни   |          | Главни |
| Надица Арсић                 | Тамара Драгичевић   | Кадеткиња (сезоне 1−2) Поручница (3. сезона) Адвокатица (сезоне 3)                 | Главни   | Главни   | Главни   | Главни   | Главни |
| Лела                         | Ања Станић          | Кадеткиња (сезоне 1−2)                                                             | Главни   | Епизодни |          |          |        |
| Милан Лакићевић "Лаки"       | Никола Ракочевић    | Кадет (сезоне 1−2)                                                                 | Главни   | Главни   |          |          |        |
| Бисенија Томић "Биса"        | Невена Ристић       | Кадеткиња (сезоне 1−2)                                                             | Главни   | Главни   |          |          |        |
| Илија Жарач                  | Љубомир Бандовић    | Капетан (сезоне 1−2) Мајор (3. сезона)                                             | Главни   | Главни   | Главни   |          |        |
| Драган Кашанин               | Небојша Миловановић | Капетан (сезоне 1−2) Мајор (сезоне 3−4) Потпуковник (сезона 5)                     | Главни   | Главни   | Главни   | Главни   | Главни |
| Видоје Васиљевић "Васке"     | Милош Тимотијевић   | Поручник (1. сезона) Капетан (2. сезона) Мајор (3. сезона) Потпуковник (5. сезона) | Главни   | Главни   | Главни   |          | Главни |
| Светлана Савић "Цеца"        | Анђела Јовановић    | Кадеткиња (3-4) Потпручник (5)                                                     |          |          | Главни   | Главни   | Главни |
| Mарија Гаћеша "Маша"         | Гордана Пауновић    | Кадеткиња (3-4) Потпручник (5)                                                     |          |          | Главни   | Главни   | Главни |
| Анђела Бањац                 | Андреа Ржаничанин   | Кадеткиња (3-4) Потпручник (5)                                                     |          |          | Главни   | Главни   | Главни |
| Груја Голијанин              | Ђорђе Стојковић     | Кадет (3-4) Потпручник (5)                                                         |          |          | Главни   | Главни   | Главни |
| Богољуб Јанковић "Буги"      | Вучић Перовић       | Кадет (3-4) Потпручник (5)                                                         |          |          | Главни   | Главни   | Главни |
| Илија Морача "Ика"           | Славен Дошло        | Кадет (3-4) Потпручник (5)                                                         |          |          | Главни   | Главни   | Главни |
| Мирослав Панић               | Драган Бјелогрлић   | Потпуковник (3. сезона) Пуковник (4. сезона)                                       |          |          | Главни   | Главни   |        |
| Зековић                      | Тихомир Станић      | Пуковник (сезоне 1−2) Генерал (сезоне 3−)                                          | Епизодни | Епизодни | Главни   | Главни   |        |
| Чика Живојин                 | Радослав Миленковић | Механичар                                                                          |          |          | Главни   | Епизодни |        |
|                              | Гордан Кичић        | Глумац                                                                             |          |          | Главни   | Главни   |        |
| Јован Пете                   | Драган Мићановић    | Адвокат                                                                            |          |          | Главни   |          |        |
| Милијарда Клисура            | Олга Одановић       | Клисурина мајка                                                                    | Епизодни | Епизодни | Главни   | Главни   | Главни |
| Вера Антић                   | Тамара Крцуновић    | Мајор (сезона 3) Потпуковница (сезона 5)                                           |          |          | Главни   |          | Главни |
| Бранкица Тодоровић „Буразер” | Јелица Сретеновић   | Куварица                                                                           | Епизодни | Епизодни | Главни   | Главни   |        |
| Бранислава Шекуларац "Шеки"  | Милица Михајловић   | Куварица (сезоне 1−3)                                                              | Епизодни | Епизодни | Главни   |          |        |
| Гвозден Савић                | Јован Јовановић     | Кадет (3-4) Потпоручник (5)                                                        |          |          |          | Главни   | Главни |
| Нађа Лалић                   | Јована Беловић      | Кадеткиња                                                                          |          |          | Епизодни | Главни   |        |
| Миодраг Марковић             | Радивоје Буквић     | Мајор                                                                              |          |          |          | Главни   |        |
| Здравко Бркић                | Виктор Савић        | Капетан корвете                                                                    |          |          |          | Главни   | Главни |
| Десимир Џаковић              | Младен Нелевић      | Џаковићев отац                                                                     | Епизодни | Епизодни | Епизодни | Главни   |        |
| Богољуб Зимоњић              | Предраг Смиљковић   | Зимчетов отац                                                                      | Епизодни | Епизодни | Епизодни | Главни   |        |
| Рија                         | Марија Вицковић     | Певачица                                                                           |          |          |          | Главни   |        |
| Александра                   | Марија Бергам       | Лекарка                                                                            |          |          |          | Главни   |        |
| Огњен                        | Милан Марић         | Техничар                                                                           |          |          |          | Главни   |        |
| Данило Јеж                   | Марко Гверо         | Потпуковник                                                                        |          |          |          | Главни   |        |
| Глогиња Јовановић            | Марија Гашић        | Куварица (4. сезона)                                                               |          |          |          | Главни   |        |
| Виолета                      | Анка Гаћеша         | Инструкторка плеса                                                                 |          |          | Епизодни | Главни   |        |
| Маруша Јовановић "Мара"      | Милица Томашевић    | Месарка                                                                            |          |          |          | Главни   |        |
| Данка Обрадовић              | Нина Јанковић       | Мајорка                                                                            |          |          |          |          | Главни |
| Антон Гуштин                 | Примож Врховец      |                                                                                    |          |          |          |          | Главни |
| Радмила Вуруна               | Ваја Дујовић        | Потпоручница                                                                       |          |          |          |          | Главни |
| Ратко Обрадовић              | Танасије Узуновић   | Официр у пензији                                                                   |          |          |          |          | Главни |
| Вукашин Пашић "Гром"         | Миодраг Драгичевић  | Кадет                                                                              |          |          |          |          | Главни |
| Гаврило Вучковић "Вук"       | Давор Јовановић     |                                                                                    |          |          |          |          | Главни |
| Невена Рељић                 | Јована Миловановић  | Кадеткињаа                                                                         |          |          |          |          | Главни |
| Милан Милојевић "Лане"       | Павле Менсур        | Кадет                                                                              |          |          |          |          | Главни |
| Драган Ћирић "Ћира"          | Ђорђе Крећа         | Кадет                                                                              |          |          |          |          | Главни |
| Калиопе                      | Татјана Венчеловски | Пророчица                                                                          |          |          | Епизодни | Епизодни | Главни |
| Васа Савић                   | Драган Петровић     | Цецин отац                                                                         |          |          |          | Епизодни | Главни |
| Милена Савић                 | Бранка Пујић        | Цецина мајка                                                                       |          |          |          | Епизодни | Главни |
| Тими Јанковић                | Миодраг Крстовић    | Бугијев отац                                                                       |          |          | Епизодни |          | Главни |
| Урош Протић                  | Радоје Чупић        | Пуковник                                                                           |          |          |          |          | Главни |
| Боривоје Сретеновић          | Бојан Жировић       |                                                                                    |          |          |          |          | Главни |

## Главни ликови

### Радисав Рисовић
Радисав Рисовић (тумачио га је Радован Вујовић) је један од осморо изворних кадета Војне академије. Међу колегама и пријатељима је познат под надимком "Рис". Од породице, Рис има мајку Будимирку (Дара Џокић) и оца (Феђа Стојановић) и деду (Власта Велисављевић) чија имена нису помињана. 
При почетку серије, Рис је био у вези са Лелом, која се касније уписује на академију. Међутим, Рис раскида везу након открића да га је она преварила са најбољим другом Јованом иако су њих троје били као нокат и месо. Рис тада полаже испит за Војну академију. За физичку спремност га је спремао његов пријатељ Мраз (Мирсад Тука). На академији, Рис започиње везу са колегиницом кадеткињом Зимче. У 11. епизоди 1. сезоне, Риса сустиже прошлост у виду растурача дроге Црног који га посећује на академији и тражи од њега да му каже где је Мраз, али Рис говори да није у вези са Мразом већ доста дуго. Рисова веза са Зимче бива нагло прекинута јер Зимче открива да је колегиница из њеног смера била раније у вези са Рисом. У последњој епизоди прве сезоне, Рис и Мраз сазнају да је Црни (Небојша Глоговац) отео Лелу па одлазе да је спасу, а Рис говори свом најбољем другу Лакију да зове полицију уколико се њих двојица не врате за два сата. Међутим, Лаки говори Зимче шта се дешава па њих двоје заједно са десетаром Бабићем (Марко Јањић) крећу за Рисом и Мразом и обавештавају полицију. Кад су стигли на место где је Црни држао Лелу, видели су да је полиција већ тамо и да је све готово. Црни и његови људи бивају похапшени, а Мраза приводе. Тада Зимче види како некога износе на болничким колима и она почиње да плаче мислећи да је то Рис. Међутим, после носила излази и Рис и њих двоје се мире.
Током 2. сезоне, Рис води Зимче да упозна његове родитеље, међутим, тамо бива мало "оцрњен" кад његова мајка опише Риса кад је био мали. Дан касније, Рис упознаје Зимчетове родитеље и у њиховој кући, после предлога Зимчетовог оца о свадби, Зимче га пита да ли и он мисли озбиљно о свадби, а Рис одговара да мисли. Међутим, њих двоје су се сложили да сачекају са свадбом док не заврше академију. На крају 2. сезоне Рисова генерација (сем Зимчета) завршава академију и запошљава се. 
На почетку 3. сезоне, Рис напушта Србију одлази на мировни задатак у Африку. Рис тамо упознаје поручника Ларису Сисоко Бенгају (Баја Банге Намкосе) са којом се зближава и на крају одлучује да уђе у везу. Рис затим прави снимак и шаље га Зимчету у Србију. Снимак стиже, али непосредно након тога, логор у коме Рис и Лариса служе бива нападнут па Рис заједно са Ларисом упада у главни предајник како би спасили своју чету и тада он доноси одлуку да се она врати у чету док ће он да остане да чува предајник. Она одлази, а Рис остаје унутра. У 9. епизоди 3. сезоне, у Србију стиже вест да је Рис погинуо. 
Његове земне остатке је у Србију допратила Лариса.
Његова смрт је много потресла његове пријатеље и колеге, а поготово породицу.

### Данијел Стошић
Данијел Стошић (тумачи га Бојан Перић) је један од осморо изворних кадета Војне академије". Од породице, Стошић има мајку Емилију (Ивана Михић) и оца (Воја Брајовић) чије име није поменуто. 
Стошић је на почетку серије приказан као размажено и безобразно дериште, али му се понашање много променило током боравка на академији. Након уписивања, Стошић се пар пута покачио са Рисом, међутим, њих двојица су се касније спријатељили и постали најбољи другови. На другој години, Стошић почиње да мува Рисову бившу девојку Лелу. Иако му је она ставила до знања да ништа неће бити између њих, Стошић је ипак наваљивао на вези. Испоставило се да су се њене речи обистиниле и да стварно ништа није било између њих двоје на крају. 
На прослави усељења Клисурине породице у стару викендицу Стошићевог оца, Стошића зове мајка и говори му да су му оца ухапсили. Он седа у кола и јури за Београд, али доживљава саобраћајну несрећу. 
На почетку 2. сезоне, Стошића одводе у болницу на операцију. Током пар наредних епизода, Стошић се опоравио и вратио на академију. Међутим, Рис тамо открива да Стошић пије лекове против болова. У последњој епизоди исте сезоне, Стошић показује да је физички спреман да се врати када спашава капетана Ковачевића из провалије. Пред сам крај епизоде, Стошић завршава академију.
У 3. сезони, назначено је да је Стошић сада поручник, али да су га вратили на академију да припрема нове кадете јер није имао прикладну физичку спрему за ваздухопловство. Од нових кадета, Стошићу "иду на живце" Цеца и Ика због њиховог чудног понашања. У 4. епизоди, Стошић позива Зимче на пиће, али несрећним сплетом околности, њих двоје завршавају у кревету. У 5. епизоди, Стошић то признаје Џаковићу, иако се ништа није десило. У 9. епизоди, Стошић бива јако потресен када му је јављено да је Рис погинуо. Поред Рисових родитеља, Стошић је једини плакао на Рисовој сахрани.
Стошићев надимак је "Столе", иако га само Клисура тако зове.

### Милица Зимоњић
Милица Зимоњић (тумачи је Тијана Печенчић) је једна од осморо изворних кадета Војне академије. Међу колегама и пријатељима је позната под надимком "Зимче". Од породице, Зимче има оца Богољуба (Предраг Смиљковић) и мајку (Љиљана Лого) и ујака (Драгомир Чумић) чија имена нису помињана.
Зимче се уписује на академију да би постала пилоткиња, али од предмета јој никако није ишла математика. Зимче је стално излазила на испите, али никако није могла да их положи па се обраћа колеги Букви (Петар Бенчина) да јој помогне, а он јој предлаже да носи слушалицу на испиту и диктира њему задатке а он ће њој решења, али у замену за извесну своту новца. Зимче пристаје, али признаје да нема новца па договарају плаћање у натури. Зимче одлази на испит, али тада она избацује слушалицу из увета, предаје рад и излази из сале. Након неположеног испита и пале године, Зимче се враћа кући где цело лето учи и на јесен се поново пријављује на академију. Међу новим кадетима који су тада уписали прву годину, Зимче упознаје Бису и Рисовог друга Лакија. Нешто касније, Зимче бива сумњив однос Риса и колегинице са њеног смера Леле па моли Лакија да јој објасни шта је у питању, а он јој одговара да су Лела и Рис раније били у вези. Зимче тада раскида везу са Рисом. На крају 1. сезоне, Рис одлази да спаси Лелу из канџи Црног, а Зимче, Лаки и десетар Бајић крећу за њим и Мразом. Након окончања ствари, Зимче се мири са Рисом. 
Током обнове прве године, Зимче развија пријатељски однос са професором Вилотићем (Миодраг Кривокапић) који јој је предавао математику и због кога је и обновила прву годину па он почиње лично да је спрема за испит који она тада пролази. 
Током 2. сезоне, Зимче се упознаје са Рисовим родитељима, а њега упознаје са својим родитељима. Такође, она открива да је Вилотићев зет Мраз, човек који је спремао Риса за академију, и да се Вилотић спрема да преузме старатељство над својим унуцима. Зимче онда објашњава Вилотићу због чега је Рис примљен на академију и ко га је спремао. На крају 2. сезоне, на промоцији Рисове генерације, Зимче је видела да је Вилотић узео у обзир оно што му је рекла и да се помирио са Мразом.
Током 3. сезоне, Зимчетов однос са Рисом постаје мало затегнутији јер он одлази у Африку. У 4. епизоди 3. сезоне, Зимче одлази на пиво са Стошићем јер није могла да добије Риса на вези на Скајпу. Након превише попијених пива, њих двоје одлазе у Стошићев стан где су мортус пијани заспали у кревету. У наредној епизоди је то протумачено као да су спавали па су сви мислили да су она и Стошић у вези. Након сазнања да је Рис погинуо, Зимче покушава да исече жиле, али је Стошић и Џаковић спречавају. На Рисовој сахрани, Зимче упознаје Ларису Сисоко, девојку са којом је Рис служио и која је почела да му се свиђа. Касније, њих две размењују пар речи.